# موسی عباس عطایی
موسی عباس عطائی سیاست‌مدار و مدیر ارشد اجرایی ایرانی است، که در دوره‌ بیست و چهارم مجلس شورای ملی بعنوان نماینده اهواز از استان خوزستان در مجلس شورای ملی حضور داشت.